# Jana Sieberová
Jana Sieberová, roz. Drbohlavová (* 13. září 1965 Městec Králové) je česká zdravotní sestra, aktivistka hospicového hnutí, autorka řady článků o doprovázení terminálně nemocných a spisovatelka.

## Život
Dvacet pět let pracovala v nemocnicích jako anesteziologická zdravotní sestra. V roce 2009 založila Domácí hospic Duha, kde začala působit jako vedoucí a vrchní sestra Centra domácí hospicové péče. Lékař Pavel Sieber, její manžel, se stal ředitelem tohoto domácího hospice a duchovní službu hospicového kaplana zde začal vykonávat kněz královéhradecké diecéze Pavel Rousek, člen hnutí Fokoláre.

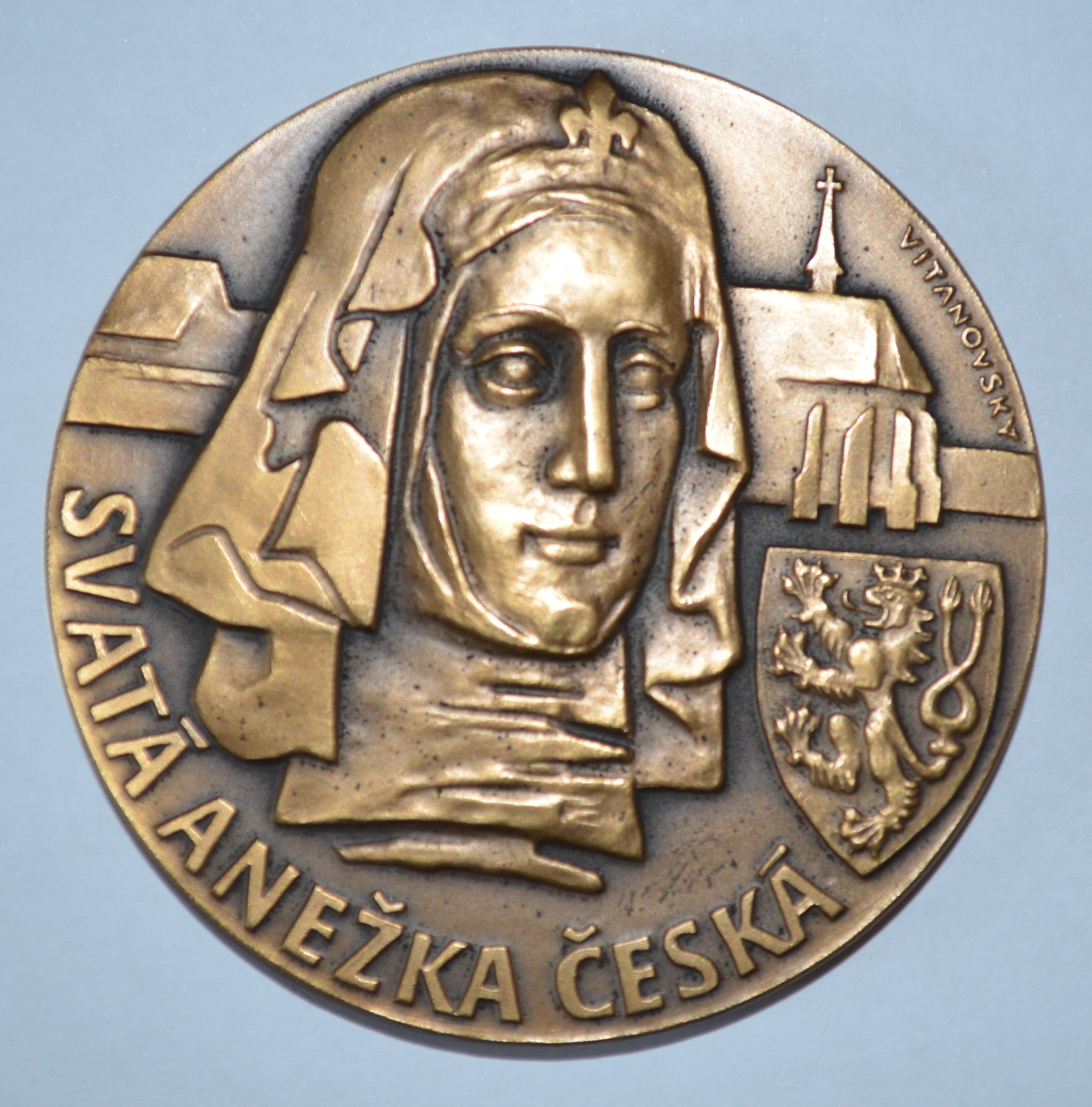
Pamětní medaile ČBK

V roce 2016 vydala svou první samostatnou knihu Hospic: příběh naplněné naděje. Doprovázela jako hospicová zdravotní sestra kardinála Miloslava Vlka v závěru jeho života. Kardinál Vlk pak podporu hospicovému hnutí vyjádřil ve svém odkaze, když požádal, aby místo květinových darů k jeho rakvi lidé raději přispěli na Domácí hospic Duha v Hořicích, což se objevilo i na jeho smutečním oznámení ve spodní části stránky.
V roce 2018 jí vyšla kniha: Naděje na konci cesty: další příběhy hospice Duha, ve které navázala na předchozí knihu. V roce 2019 jí vyšla kniha: Proč máme strach ze smrti? Jak zvládnout její příchod. V roce 2021 vyšla v nakladatelství Triton její další kniha s názvem Bůh je můj životní program. Předmluvu napsal biskup Jan Baxant, který autorku o Velikonocích 2009 pokřtil a biřmoval. Kniha popisuje charakter křesťanské hospicové péče: 
| „                | V utrpení, které prožíváte s umírajícími lidmi, má největší hodnotu láska vyjádřená praktickou službou druhému člověku. | “ |
| — Jana Sieberová | |   |

Společně s Marií Svatošovou je autorkou dvanáctidílného cyklu o doprovázení umírajících lidí Neboj se doplout aneb Umění doprovázet, který odvysílala TV Noe.
Ve středu 5. července 2023 obdržela na Velehradě při národní pouti Pamětní medaili České biskupské konference za celoživotní službu ve prospěch dobra prostřednictvím poskytování služeb Domácího hospice Duha.